# Латыповка
Латыповка (баш. Латип) — деревня в Стерлитамакском районе Республики Башкортостан Российской Федерации. Входит в состав Максимовского сельсовета. 

## География

### Географическое положение
Расстояние до:
- районного центра (Стерлитамак): 62 км,
- центра сельсовета (Максимовка): 10 км,
- ближайшей ж/д станции (Стерлитамак): 62 км.

## Население
| 2002 | 2009 | 2010 |
| ---- | ---- | ---- |
| 63   | ↗68  | ↘57  |

Национальный состав
Согласно переписи 2002 года, преобладающая национальность — татары (87 %).